# James Singleton (basket-ball)
Pour les articles homonymes, voir James Singleton.
James Alexander Singleton est un joueur américain de basket-ball professionnel. Il est né le 20 juillet 1981 à Chicago aux États-Unis. Il joue au poste d'ailier ou d'ailier fort.